# Josef Bratan
Josef Bratan, właśc. Jose Natala Simao (ur. 4 czerwca 1995) – polski raper pochodzenia angolskiego oraz freak fighter. Były członek wytwórni GM2L, należącej do Malika Montany i Diha. Aktualny członek wytwórni Miejska Jungla.

## Życiorys
Zaczął rapować w 2013 roku pod pseudonimem „Guber”, jednakże nie zdobył wtedy większego rozgłosu. 16 maja 2020 już jako Josef Bratan wziął udział w akcji #hot16challenge. W tym samym miesiącu jego starszy brat; również raper, znany pod pseudonimem Alberto podpisał kontrakt z wytwórnią Malika Montany GM2L i zadebiutował w gościnnym udziale w piosence Rundki, która potem pokryła się podwójną platyną. To umożliwiło Bratanowi podpisanie kontraktu z tą samą wytwórnią. Josef Bratan zadebiutował 11 grudnia 2020 r. gościnnym udziałem w utworze Echo od Kaliego oraz Majora SPZ wraz z Malikiem Montaną. Piosenka pochodziła z albumu HUCPA, który zajął 3 miejsce na OLiS. 20 stycznia 2021 r. Simao wydaje swój debiutancki singel Wuwua. Utwór zdobywa złotą płytę 11 sierpnia 2021 r. 2 kwietnia 2021 r. u boku Malika Montany i Alberto ukazał się gościnnie w piosence Dj.Frodo; Kawasaki. Piosenka otrzymała również certyfikat złota. 28 maja wydał kolejny singel Dawaj Hajs. 26 sierpnia razem ze swoim bratem Alberto wydał utwór Z Bratem Zarabiam Papier. Teledysk do utworu został wyświetlony ponad 12 milionów razy. 29 sierpnia razem z Alberto i Bibicem wystąpił gościnnie w utworze Szyby od Diha. 6 października wydał singel Gwiazda.

## Życie prywatne
Josef Bratan jest pochodzenia angolskiego, mieszka w Sulejówku, skąd też pochodzi. Jest synem Polki Natalii i ojca Jose. Jego starszym bratem jest raper Alberto, a siostrą trenerka personalna Jessica Kusz. Ma córkę Nikolę.

## Dyskografia

### Single
| Rok  | Tytuł                                                                                                | Certyfikat              | Album        |
| ---- | --- | ----------------------- | ------------ |
| 2021 | „Wuwua” (oraz Malik Montana)                                                                         | - ZPAV: platynowa płyta |              |
| 2021 | „Dawaj Hajs”                                                                                         |                         |              |
| 2021 | „Gwiazda”                                                                                            |                         |              |
| 2023 | „Cartier” (oraz Malik Montana, Kronkel Dom, Alberto)                                                 | - ZPAV: platynowa płyta |              |
| 2023 | „Gaz i benzyna” (oraz Malik Montana, Diho, Francuz Mordo, Kazar, NATE, Kazior, Kronkel Dom, Alberto) | - ZPAV: złota płyta     | GM2L Mixtape |

Występy gościnne
| Rok  | Tytuł                                                                         | Certyfikat                 | Album              |
| ---- | ----------------------------------------------------------------------------- | -------------------------- | ------------------ |
| 2020 | „Echo” – Kali, Major SPZ (gościnnie: Malik Montana, Josef Bratan)             |                            | HUCPA              |
| 2021 | „Kawasaki” – Dj.Frodo (gościnnie: Malik Montana, Alberto, Josef Bratan)       | - ZPAV: platynowa płyta    |                    |
| 2021 | „Szyby” – Diho (gościnnie: Alberto, Josef Bratan, Bibič)                      | - ZPAV: platynowa płyta    | Morda nie szklanka |
| 2021 | „Z bratem zarabiam papier” – Alberto (gościnnie: Josef Bratan)                | - ZPAV: 2× platynowa płyta | Miejska Jungla     |
| 2021 | „Free$tyle” – Deemz (gościnnie: Malik Montanta, Alberto, Josef Bratan, Bibič) |                            | SAUCE              |
| 2021 | „Antonio Banderas” – Diho (gościnnie: Josef Bratan)                           | - ZPAV: złota płyta        | Morda nie szklanka |
| 2022 | „La Manga” – Alberto (gościnnie: Josef Bratan)                                | - ZPAV: diamentowa płyta   |                    |
| 2024 | „Góra dół” – Fagata (gościnnie: Josef Bratan)                                 |                            | Lil Fagata         |
| 2025 | „Rusz tym” – Fagata (gościnnie: Josef Bratan)                                 |                            | Lil Fagata         |

## Walki freak show fight
1 lipca 2021 ogłoszono, że Josef Bratan zadebiutuje w tzw. freak fightach dla federacji High League. Jego przeciwnikiem podczas pierwszej gali tej federacji został tiktoker, Gabriel „Cesarz Narcyz” Bystrzycki, który także debiutował na zasadach MMA. 28 sierpnia 2021 zwyciężył walkę jednogłośną decyzją sędziów po trzech rundach.
Rok później High League zapowiedziało jego drugą walkę, tym razem na zasadach K-1 w formule kick-bokserskiej, którą odbył w terminie 17 września 2022 na gali High League 4. Jego rywalem był jeden z raperów z grupy muzycznej White Widow, Krystian „Macias” Maciaszczyk. Walkę już w pierwszej rundzie zwyciężył Josef Bratan przez nokaut, trafiając „Maciasa” mocnym ciosem na szczękę, po którym ten padł nieprzytomny na matę.
W czerwcu 2023 ogłoszono, że 21 lipca stoczy pierwszy pojedynek dla federacji Fame MMA, podczas pierwszej gali nowego projektu Fame Friday Arena, we wrocławskiej Hali Stulecia. Jego rywalem był bardziej doświadczony w tej formule Jakub Nowaczkiewicz. Pierwotnie do tego pojedynku miało dojść 17 czerwca w krakowskiej Tauron Arenie na gali High League 7: Grand Prix, jednak wydarzenie to zostało anulowane. Ostatecznie w nowym terminie wygrał walkę przez techniczny nokaut w drugiej rundzie, rozbijając swojego rywala ciosami w parterze.
Następnie 29 września 2023 podczas Fame Friday Arena 2 w szczecińskiej Netto Arenie, niespodziewanie przegrał w formule K-1 z Maksymilianem „Wiewiórem” Wiewiórką.
Podczas jubileuszowej gali Fame 20: The Celebration & The Tournament, która odbyła się 10 lutego 2024 w krakowskiej Tauron Arenie, wziął udział w turnieju na zasadach K-1. Główną nagrodą dla zwycięzcy całego turnieju była stawka wynosząca 1,5 mln złotych. Zaś dla drugiego finalisty w puli czekało 500 tysięcy złotych. Josef Bratan w ćwierćfinale zawalczył z Adrianem „Polakiem” Polańskim, którego pokonał przez techniczny nokaut w pierwszej rundzie. Następnie w półfinale zwyciężył jednogłośnie na punkty z Dawidem Malczyńskim, również w tej samej odsłonie. Zaś w finale uległ po trzech rundach niejednogłośnie byłemu rywalowi, Maksymilianowi „Wiewiórowi” Wiewiórce. Simao za dostanie się do finału otrzymał drugorzędną nagrodę (500 tysięcy złotych).
4 października 2024 zawalczy z Kamilem „Taazy'm” Mataczyńskim w ramach walki wieczoru gali Fame: The Freak, która odbyła się w szczecińskiej Netto Arenie. Starcie odbyło się na zasadach K-1 w rękawicach do MMA. W pierwszej rundzie „Josef Bratan” zaliczył nokdaun, jednak sam porozbijał uderzeniami rywala, który wychodząc do następnej rundy był mocno zakrawiony (okolice nosa). W drugiej rundzie „Josef Bratan” sfaulował „Taazy'ego” nieprzepisowym uderzeniem z łokcia, za co został odjęty mu 1 punkt. Po środkowej odsłonie ogłoszono, że Simao nie został dopuszczony przez lekarza do ostatniej, trzeciej rundy w wyniku kontuzji ręki. Tym samym pojedynek zwyciężył Mataczyński rezultatem techniczny nokaut (przerwanie przez lekarza).
8 lutego 2025 na wydarzeniu Fame 24: Underground w Warszawie, skrzyżował rękawice z Amadeuszem „Ferrarim” Roślikiem. Formułą starcia był boks w rękawicach do MMA, jednak zamiast ringu czy oktagonu zawodnicy walczyli na specjalnej arenie tzw. „basenie”. Pojedynek zakończył się w pierwszej rundzie kontrowerysyjnym zwycięstwem Josefa Bratana, który został nieprzepisowo obalony przez Ferrariego, a ten zdyskwalifikowany za tą akcję w formule bokserskiej.
Podczas gali Fame 26: Gold, która odbyła się 12 lipca 2025 roku w warszawskim Studiu ATM, zmierzył się z Bartoszem Szachtą w walce na zasadach K-1 w rękawicach do MMA. Starcie niejednogłośnie na kartach punktowych zwyciężył Szachta. Josef Bratan nie zgodził się z werdyktem, otwarcie go kwestionując i odmawiając przyjęcia pucharu. W wypowiedziach po walce skrytykował decyzję sędziów oraz poziom wydarzenia.